# ميخائيل هيرمان
ميخائيل هيرمان (بالفرنسية: Michael Herman)‏ هو رياضياتي فرنسي وأمريكي، ولد في 6 نوفمبر 1942 في نيويورك في الولايات المتحدة، وتوفي في 2 نوفمبر 2000 في باريس في فرنسا.